# Keolis Côte Basque-Adour
Pour les articles homonymes, voir Stab.
Keolis Côte Basque-Adour (KCBA) est une filiale de Keolis qui gère le réseau urbain de bus de l'agglomération de Bayonne depuis le 1er avril 2017. Ce réseau est restructuré et se nomme Chronoplus depuis le 31 janvier 2011. Le nouveau réseau dessert sept communes : Anglet, Bayonne, Biarritz, Bidart, Boucau, Saint-Pierre-d'Irube et Tarnos.

## Histoire
Créé en 2010, TAB remplace la STAB (société des Transports de l'agglomération de Bayonne), filiale de Transdev créée en 1978. En février 2010, Veolia Transport devenue en mars 2011 Veolia Transdev est  choisie par le Syndicat Mixte des Transports en Commun à la suite d'un appel d'offres, pour exploiter le réseau à partir du 1er avril 2010 jusqu'en 2017 pour l'exploitation du réseau de bus de la SMTC. Un délégation de service public lie TAB au syndicat des transports de l’agglomération Côte Basque-Adour (STACBA) pour une durée de 7 ans à partir du 1er avril 2010. Le personnel et les moyens sont conservés. Le 31 janvier 2011, le réseau prend le nom Chronoplus et est restructuré.
Le 1er août 2013, VTAB est renommé Transdev agglomération de Bayonne à la suite du désengagement de Veolia dans le groupe Veolia Transdev, qui est redevenu Transdev 
Le 1er avril 2017, Keolis devient l'exploitant du réseau.
| Année        | Entreprise                                                                   | Nom Commercial | Société Mère |
| ------------ | ---------------------------------------------------------------------------- | -------------- | --- |
| 1978         | Société d'Économie Mixte des Transports de l'Agglomération Bayonnaise (STAB) | Stab           | - Anglet - Bayonne - Biarritz - Boucau - Saint-Pierre d'Irube - Caisse d'Epargne de Bayonne - Société Centrale pour l'Equipement du Territoire - Crédit Agricole |
| 2000         | Société des transports de l'agglomération de Bayonne (STAB)                  | Stab           | Transdev |
| 2010         | Veolia Transport agglomération de Bayonne (VTAB)                             | Stab           | Veolia Transport |
| Janvier 2011 | Veolia Transport agglomération de Bayonne (VTAB)                             | Chronoplus     | Veolia Transport |
| Mars 2011    | Veolia Transport agglomération de Bayonne (VTAB)                             | Chronoplus     | Veolia Transdev |
| Mars 2013    | Veolia Transport agglomération de Bayonne (VTAB)                             | Chronoplus     | Transdev |
| Août 2013    | Transdev agglomération de Bayonne (TAB)                                      | Chronoplus     | Transdev |
| Avril 2017   | Keolis Côte Basque-Adour (KCBA)                                              | Chronoplus     | Keolis |

Logo Stab en 1979
Logo du projet en 2010.
Logo 2010 - 2017

## Organisation

### Autorité organisatrice
Le syndicat des transports de l’agglomération Côte Basque-Adour (STACBA) est l’autorité organisatrice des transports urbains (AOTU) pour 7 communes : Anglet, Bayonne, Biarritz, Bidart, Boucau, Saint-Pierre-d'Irube et Tarnos. Elle remplace le Syndicat Mixte des Transports en Commun (SMTC) créé en 1977.
L'agglomération définit l'offre de transport (tracé des lignes, fréquence de passage...), la politique tarifaire, supporte les gros investissements, contrôle la gestion de l'exploitant et met aussi à disposition du délégataire le dépôt et les autobus.
Le Syndicat des Transports de l'Agglomération Côte Basque Adour (STACBA) mène les projets de développement du réseau, gère et contrôle les appels d'offres sur le marché public.

### Exploitant

L'exploitation est confiée à Keolis Côte Basque-Adour (KCBA), société filiale de Keolis. KCBA est liée à l'agglomération par un contrat de délégation de service public de 7 ans (2017-2024).
KCBA, assure la gestion du réseau et veille à son bon fonctionnement et met en œuvre tous les éléments susceptibles de contribuer au développement de l'utilisation des transports en commun : formation du personnel, démarche qualité, politique commerciale, études générales.

### Intercommunalité
La Communauté d'agglomération du Pays Basque - Pôle territorial Côte Basque-Adour, est desservie par le réseau ainsi que les communes de Saint-Pierre-d'Irube et Tarnos.

## Réseau
Le réseau nommé Chronoplus, entré en service le 31 janvier 2011 apporte avec lui plusieurs nouveautés :
- l'extension du périmètre des transports urbains du Syndicat Mixte des Transports en Commun (SMTC) à la commune de Bidart. En 2011, l'agglomération Côte Basque-Adour sera étendue aux autres communes du périmètre, sauf Tarnos et Saint-Pierre-d'Irube, récupérant ainsi la compétence transport et provoquant la dissolution du SMTC[5] ;
- 5 lignes structurantes avec des fréquences allant de 10 à 20 minutes :
  - ligne T1 : des Hauts de Bayonne à Mairie de Biarritz en passant par le centre de Bayonne, les centres commerciaux d'Anglet.
  - ligne T2 : de Tarnos à Bayonne Marracq en passant par la gare et le centre de Bayonne.
  - ligne 4 : de Bidart Izarbel ou de Biarritz Aéroport à Bayonne Sainsontan en passant notamment par le centre d’Anglet et de Bayonne.
  - ligne 5 : de la gare de Biarritz à la gare de Bayonne en passant par le centre de Biarritz et les centres commerciaux d’Anglet.
  - ligne 6 : de la gare de Biarritz à Saint-Pierre-d’Irube en passant par le centre d’Anglet et de Bayonne.
- des lignes complémentaires numérotées de 30 à 52 (pairs), ces lignes circulent avec des fréquences de 10 à 60 minutes ;
- 9 navettes gratuites, trois pour le centre ville de Bayonne, quatre (en été) pour Biarritz, une pour le centre hospitalier et une pour le marché d'Anglet ;
- 2 navettes saisonnières : la "Navette Côte des Basques" pour Biarritz et "L'Océane" pour Anglet ;
- 1 zone de transport à la demande remplaçant la ligne Allobus Anglet ;
- le service scolaire effectué par un service spécial et par les lignes régulières.

Les lignes T1 et T2 sont d'ores et déjà en service, mais la ligne T2 n'est pas terminée au sud, son terminus provisoire est Bayonne Marracq en attendant la fin des études de prolongation.

### Sous-traitance
L'ensemble des lignes est exploité par Keolis Côte Basque-Adour, mais un appel d'offres a été réalisé pour la sous-traitance de certaines lignes du réseau :
- le Service Personnes à Mobilité Réduite effectué par TPR (Transports Palois Réunis-groupe Keolis) ;
- les lignes 34, 46, 50 et 52 effectuées par Kéolis Pays Basque
- les lignes 40, 42 et 48 effectuées par Le Basque Bondissant
- les navettes « Express'HO » et « Côte des Basques » effectuées par les cars Doméjan (groupe Sarro)

## Agences commerciales et dépôt
Le dépôt de Keolis Côte Basque-Adour se situe à Bayonne, Chemin de la Marouette.

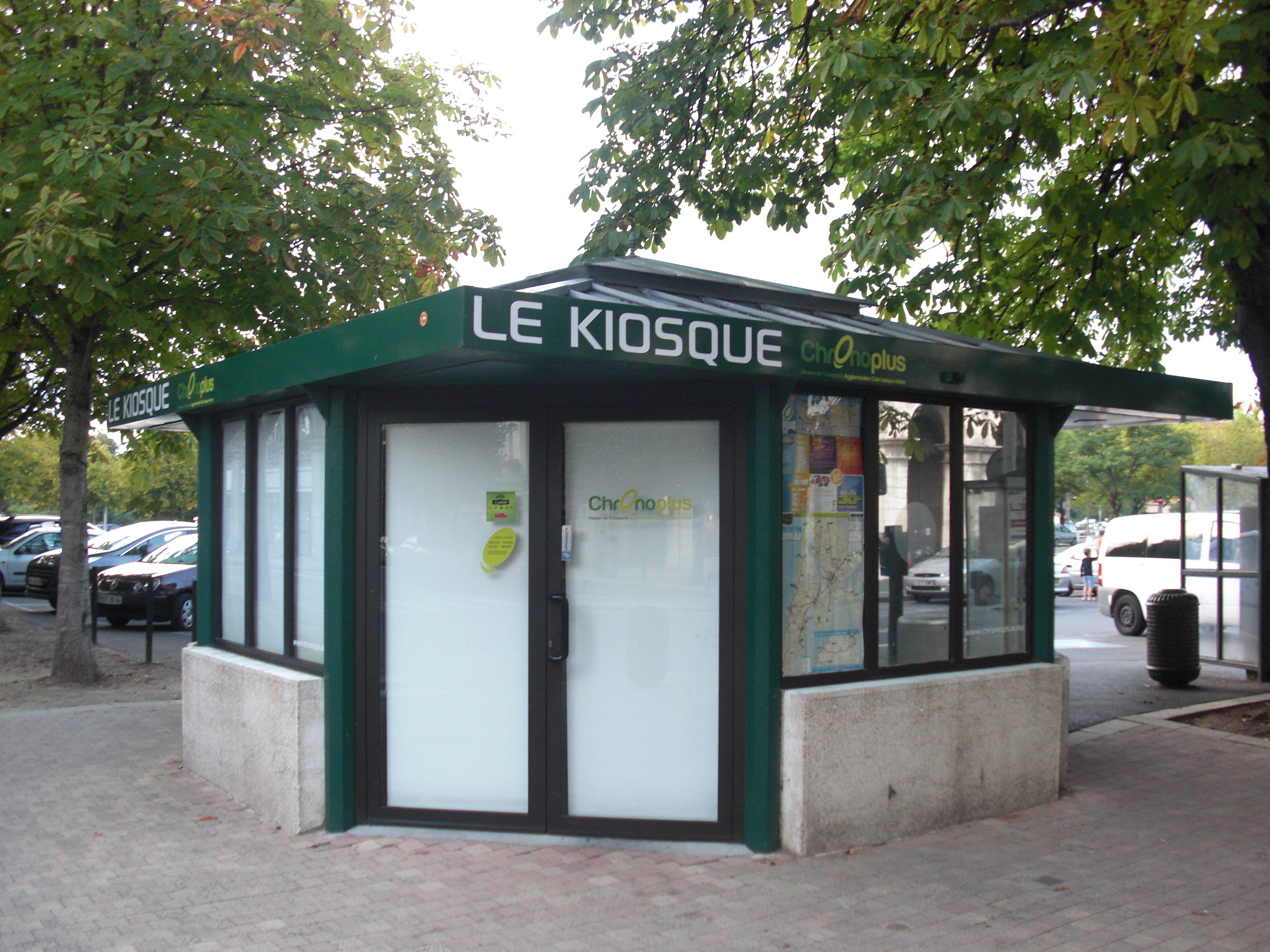
Le Kiosque Bayonne
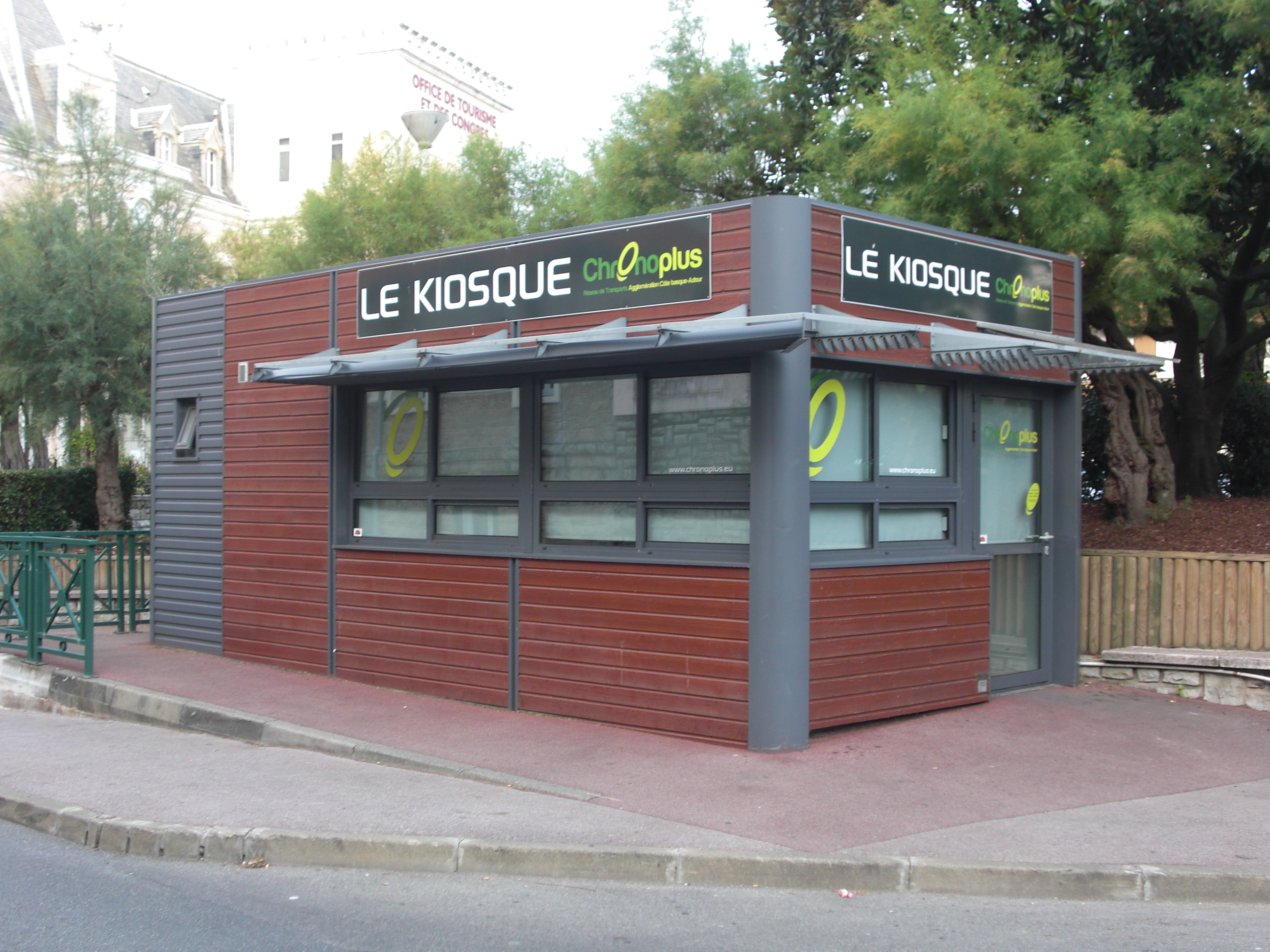
Le Kiosque Biarritz

## État de parc et affectation au 15 Décembre 2024
| Modèles                                   | Numéros                          | Années      | Affectations                          |
| ----------------------------------------- | -------------------------------- | ----------- | ------------------------------------- |
| Standards (75)                            |                                  |             |                                       |
| 13 Mercedes-Benz eCitaro                  | 901 à 913                        | 2022 à 2024 | 4 5 6 30 32 36 38 44                  |
| 29 Heuliez GX 337 « BHNS »                | 753 à 780 et 783                 | 2015 à 2017 | 4 5 6 30 32 36 38 44                  |
| 33 Heuliez GX 327 « BHNS »                | 721 à 752 et 781                 | 2010 à 2014 | 4 5 6 30 32 36 38 44                  |
| Articulé (26)                             |                                  |             |                                       |
| 2 Mercedes-Benz O530 Citaro G II « BHNS » | 801, 802                         | 2010        | T1 T2 4                               |
| 2 Mercedes-Benz Citaro C2 G hybrid        | 803, 804                         | 2020        | T1 T2 4                               |
| 1 Irisbus Citélis 18                      | 805                              | 2022        | T1 T2                                 |
| 21 Irizar ie Tram                         | 810 à 813 et 815 à 831           | 2019 à 2024 | T1 T2                                 |
| Midibus (19)                              |                                  |             |                                       |
| 4 Heuliez GX 137 L e                      | 200 à 203                        | 2023        | 6 32                                  |
| 9 Heuliez GX 137                          | 141, 145, 251 à 254 et 256 à 258 | 2016 à 2018 | 6 31 32 33 35 37 39 41 43             |
| 1 Heuliez GX 137 L                        | 144                              | 2014        | 6 32                                  |
| 3 Heuliez GX 127                          | 186, 187, 255                    | 2009        | 6 31 32 33 35 37 39 41 43             |
| 2 Heuliez GX 127 L                        | 181 et 184                       | 2008        | 6 32                                  |
| Minibus (20)                              |                                  |             |                                       |
| 6 Gruau Bluebus 6 Facelift                | 21 à 26                          | 2023        | N1 N2 N3 N10 N11 N12 Navette Quintaou |
| 1 Mercedes-Benz Sprinter City 65          | 119                              | 2022        |                                       |
| 1 Mercedes-Benz Sprinter City 35          | 510                              | 2019        | 42 52 Navette Quintaou                |
| 3 Dietrich City 23                        | 116 à 118                        | 2018        | 42 52 Navette Quintaou                |
| 6 Gruau Bluebus 6                         | 15 à 20                          | 2017 à 2019 | N1 N2 N3 N10 N11 N12 Navette Quintaou |
| 2 Mercedes-Benz Sprinter City 77          | 110 à 111                        | 2014, 2015  | 37 51                                 |
| 1 Renault Master III TPMR                 | 501                              | 2015        |                                       |

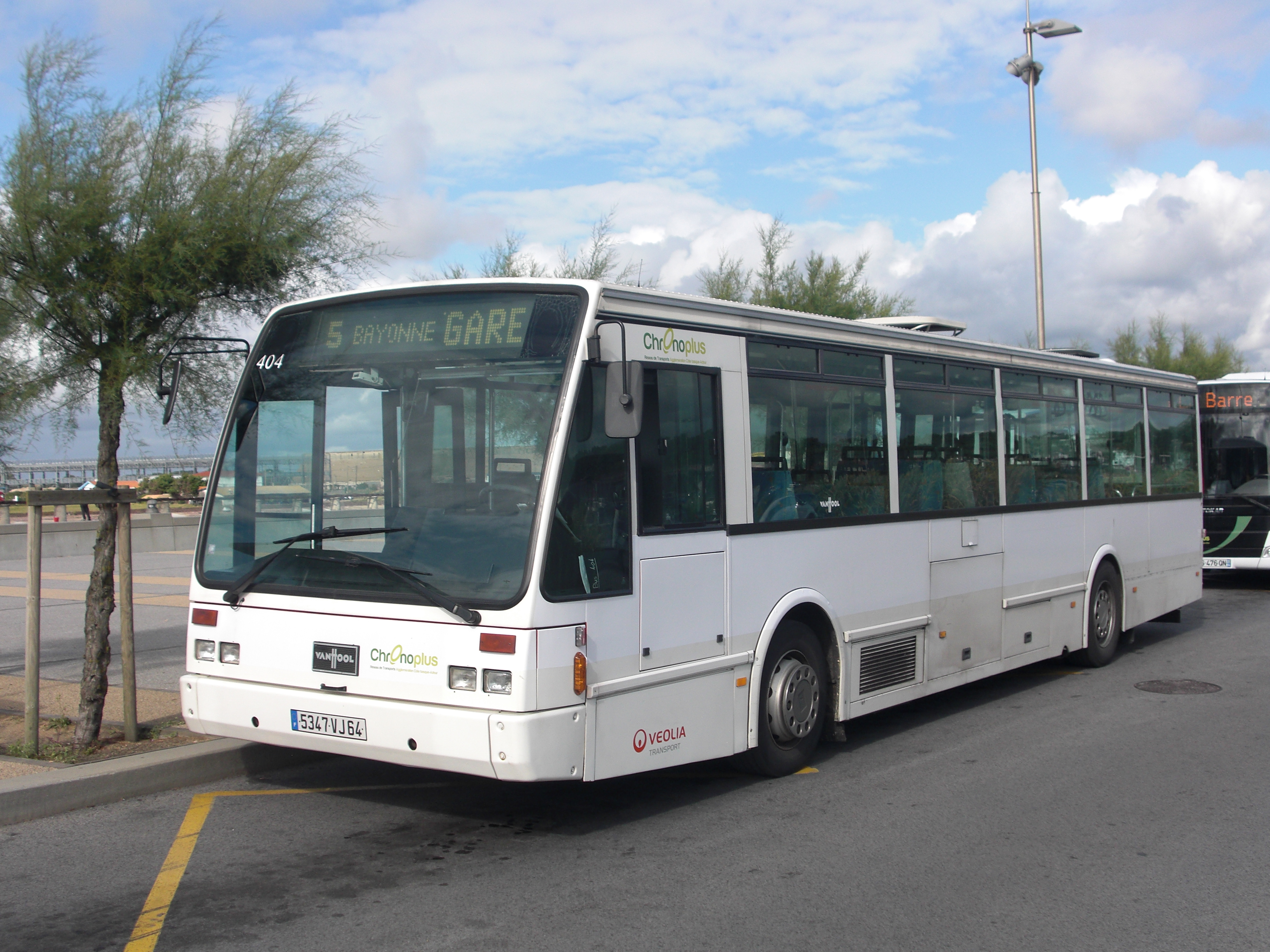
VanHool A500.
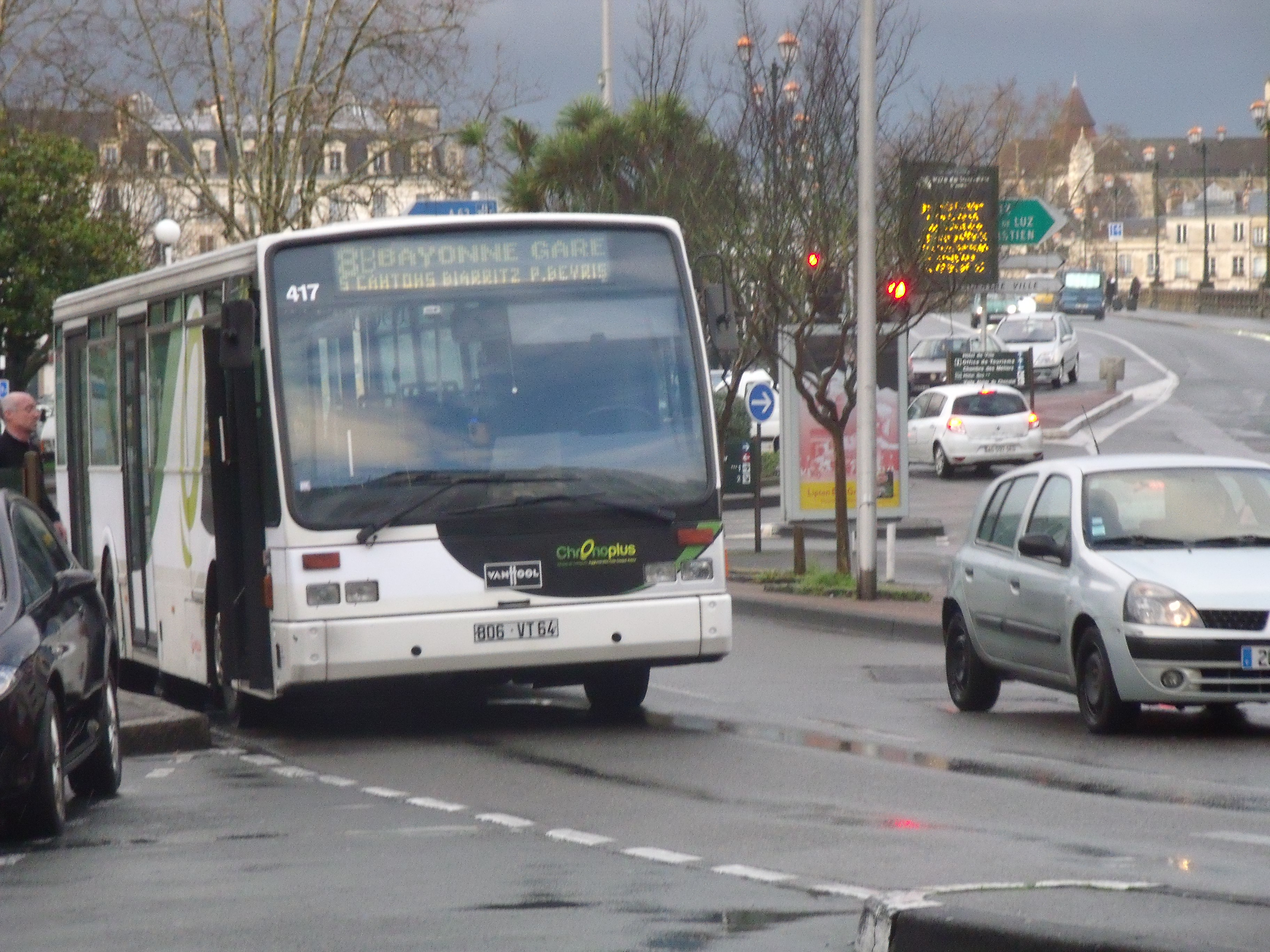
VanHool A500.
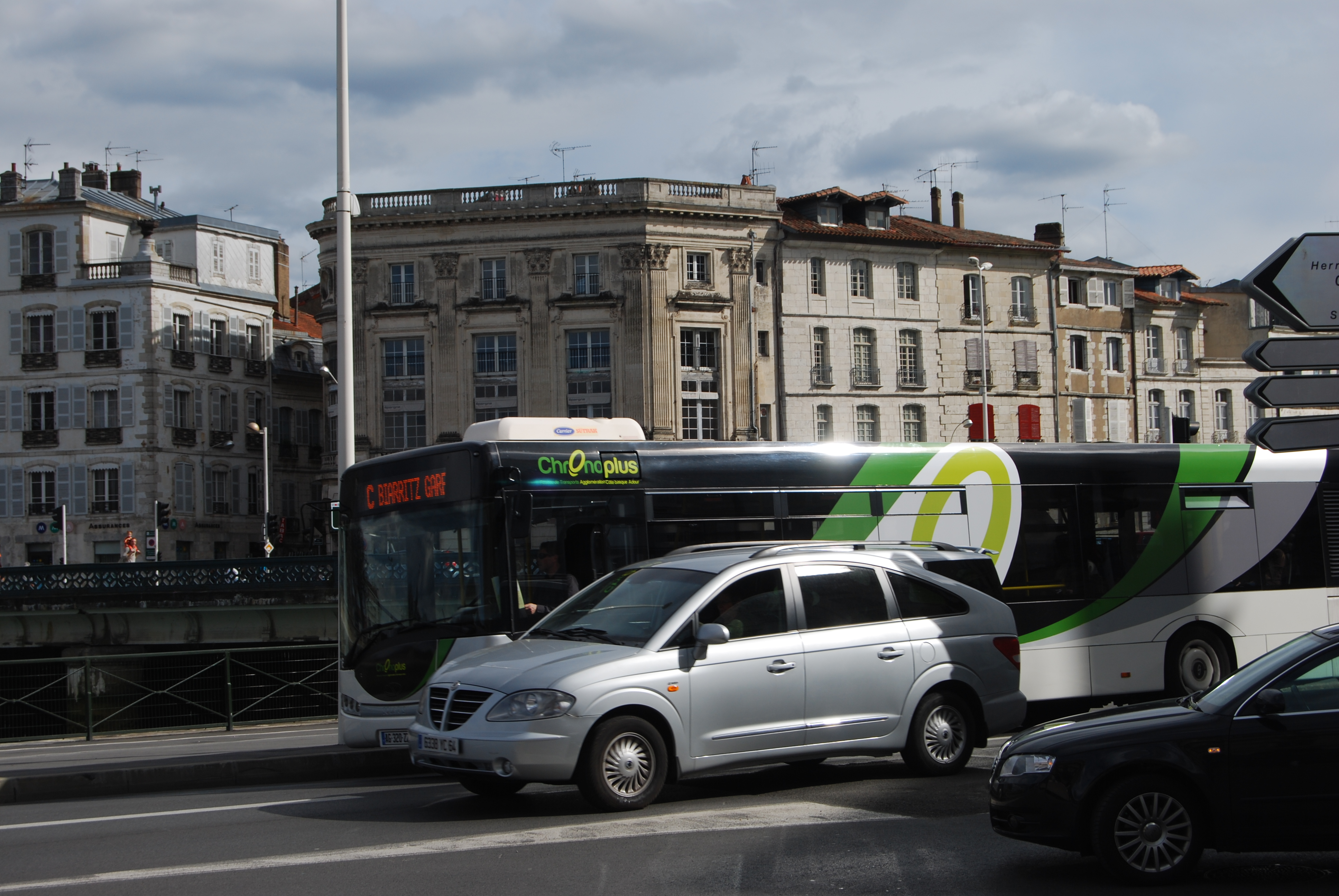
Solaris Urbino 12.
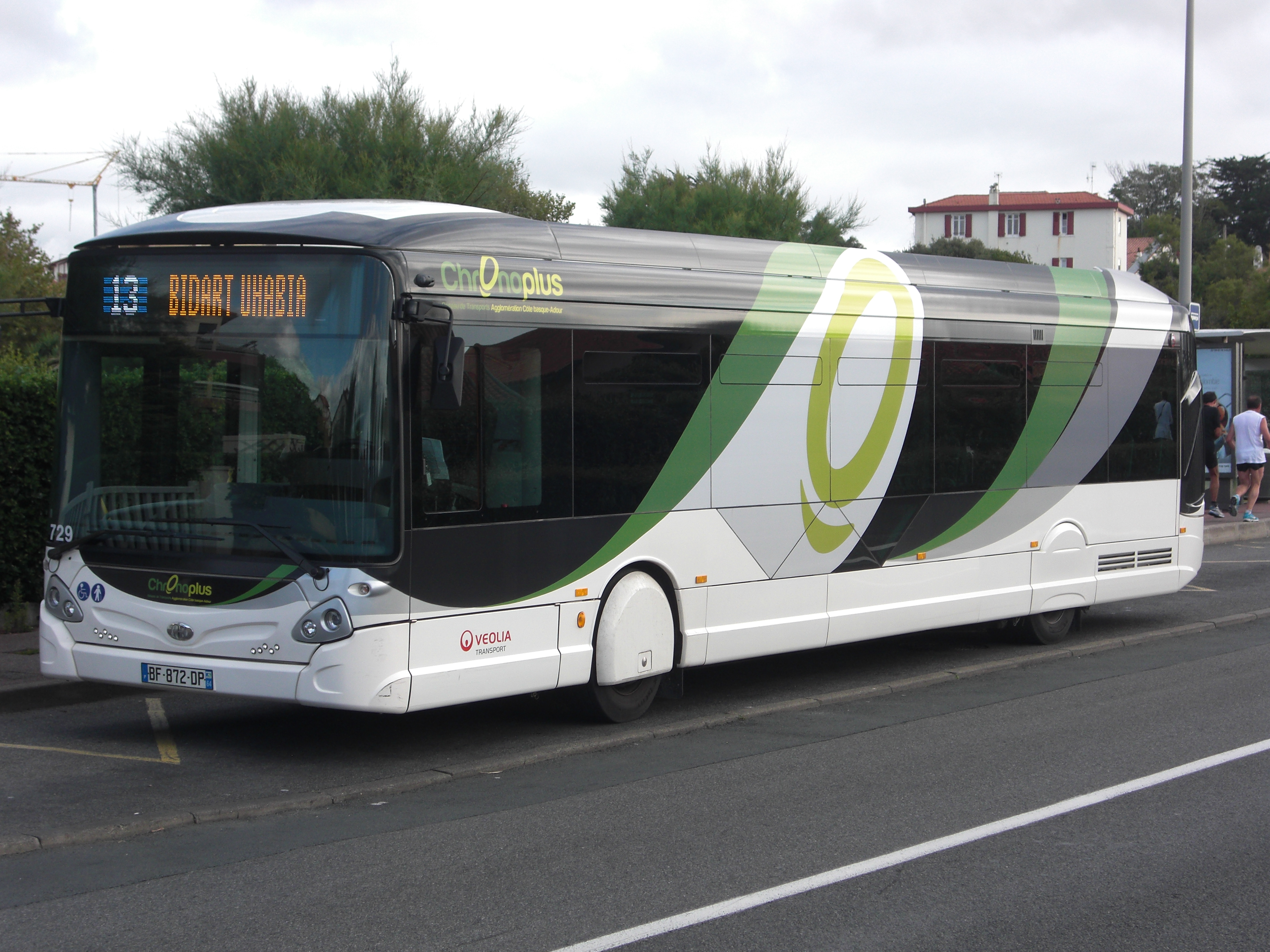
Heuliez GX 327 BHNS.
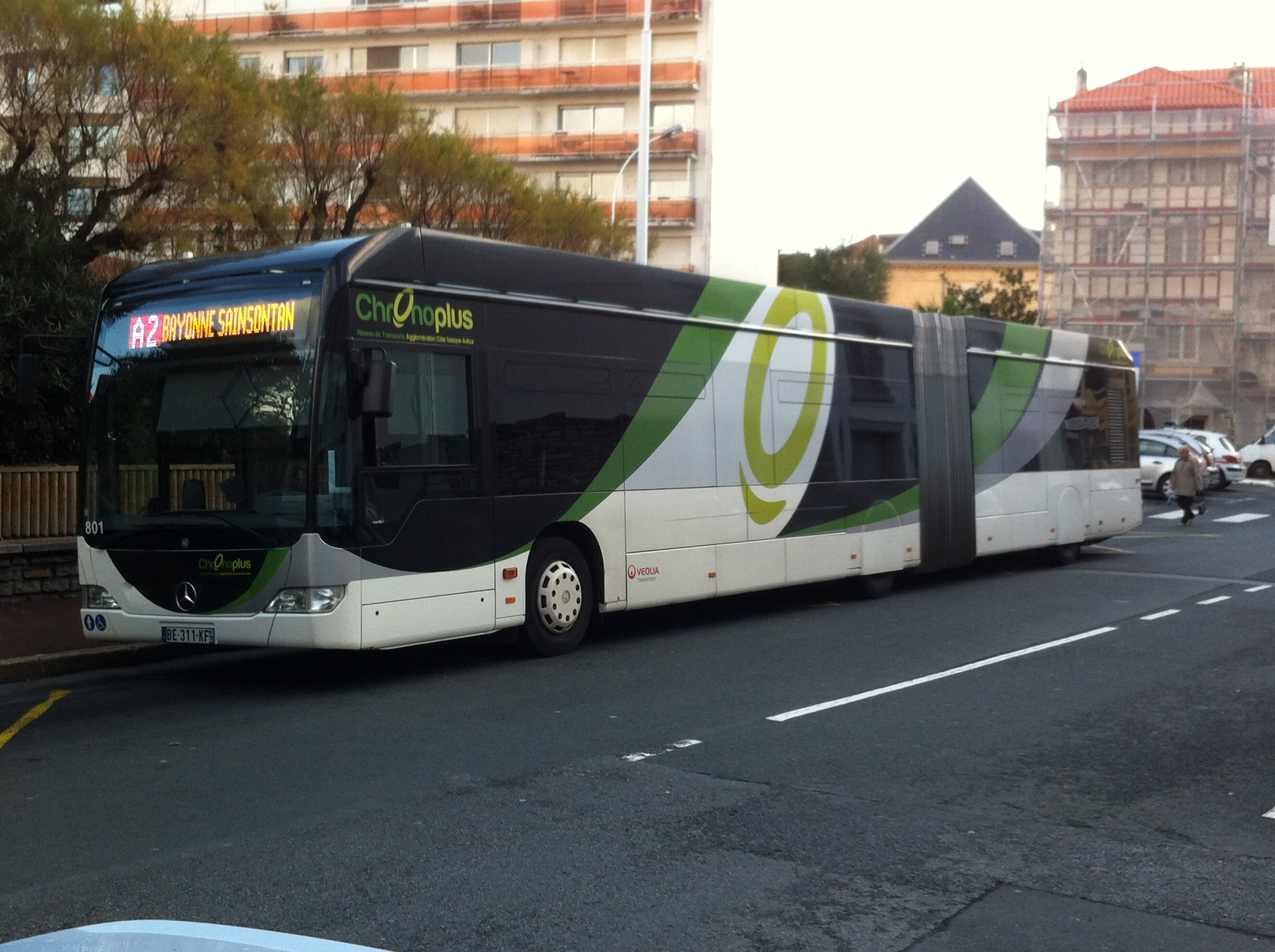
Mercedes-Benz O530 G II BHNS.
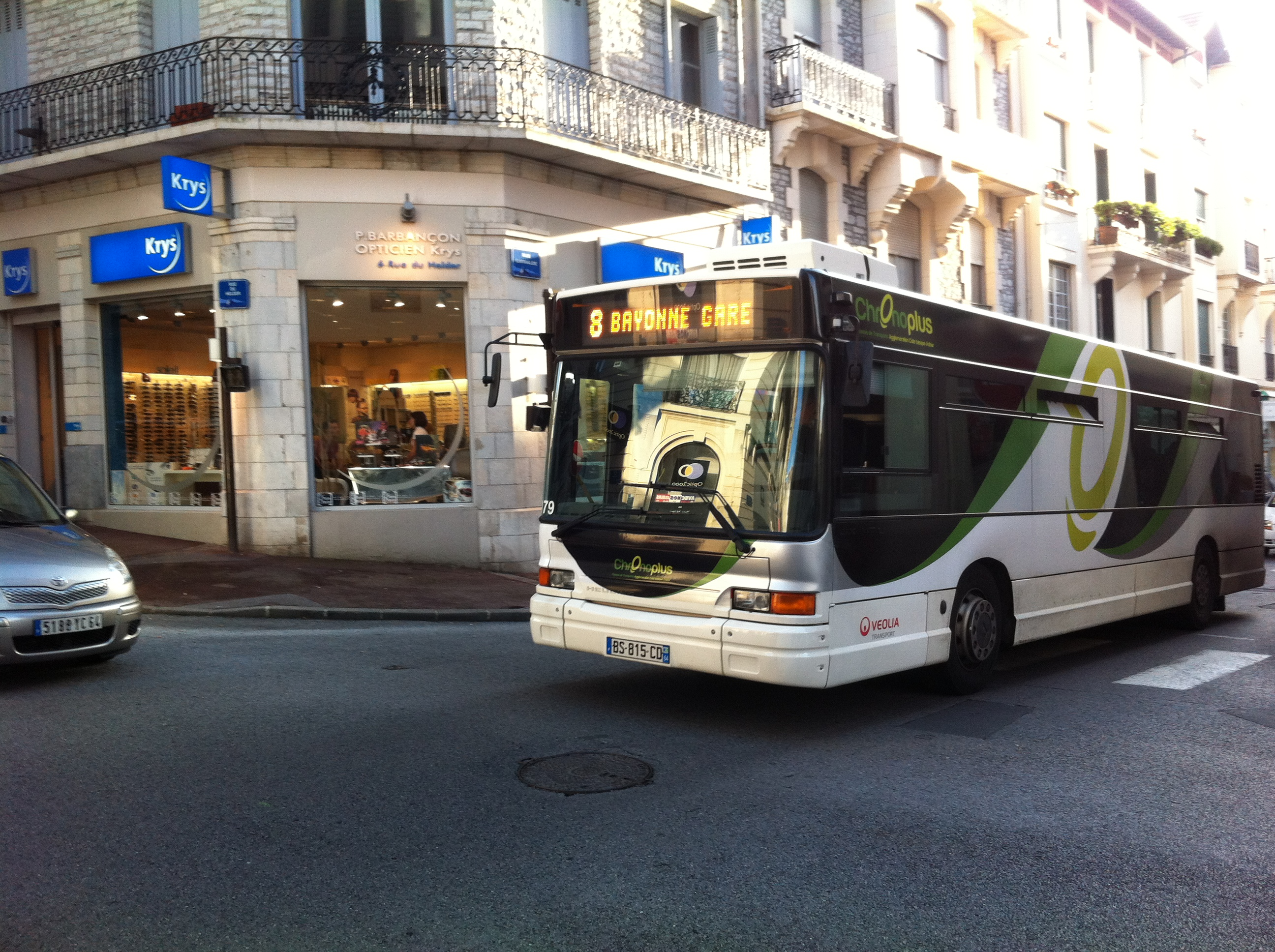
Heuliez GX 117 L.
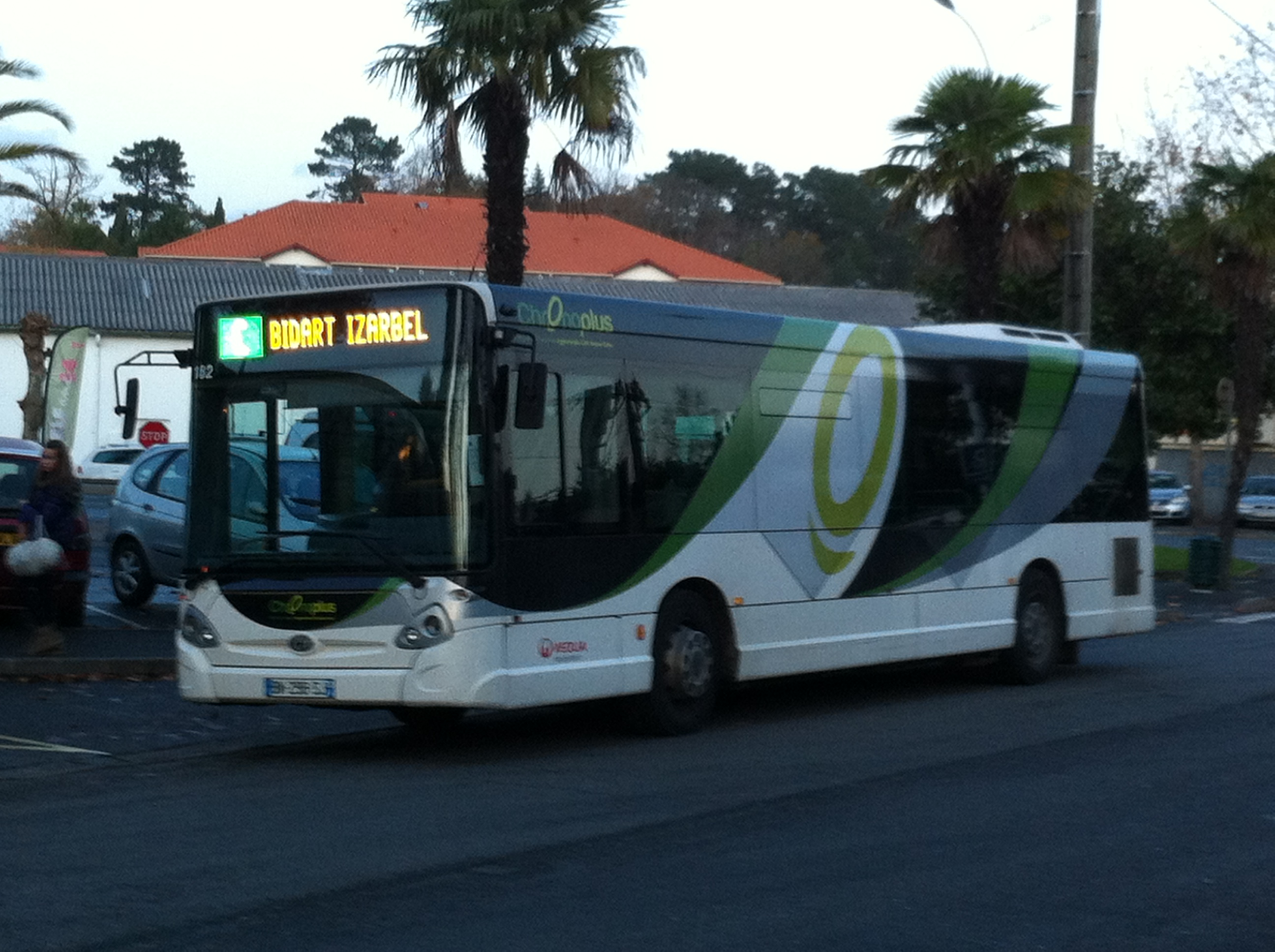
Heuliez GX 127.
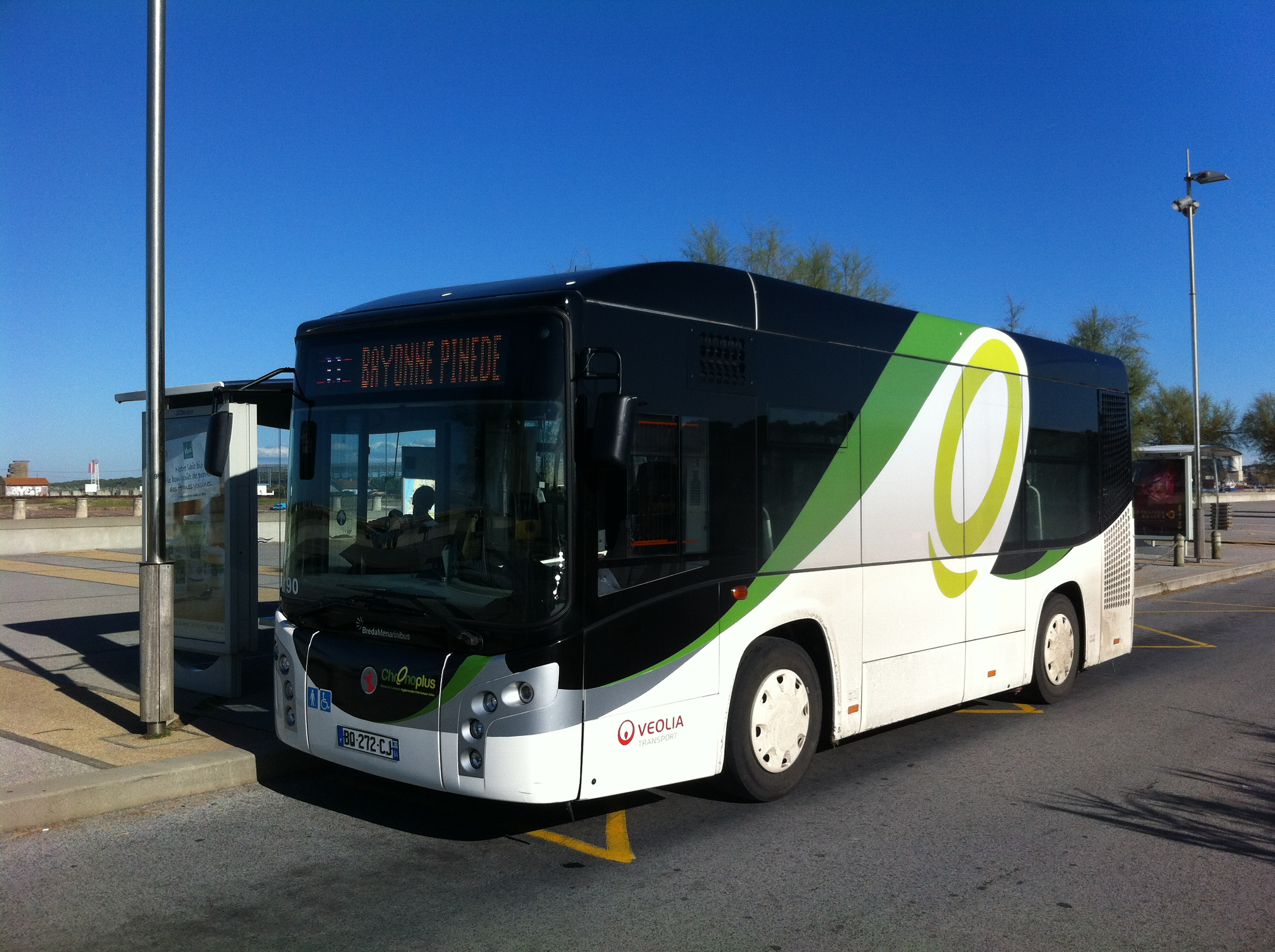
Bredamenarinibus Vivacity +.
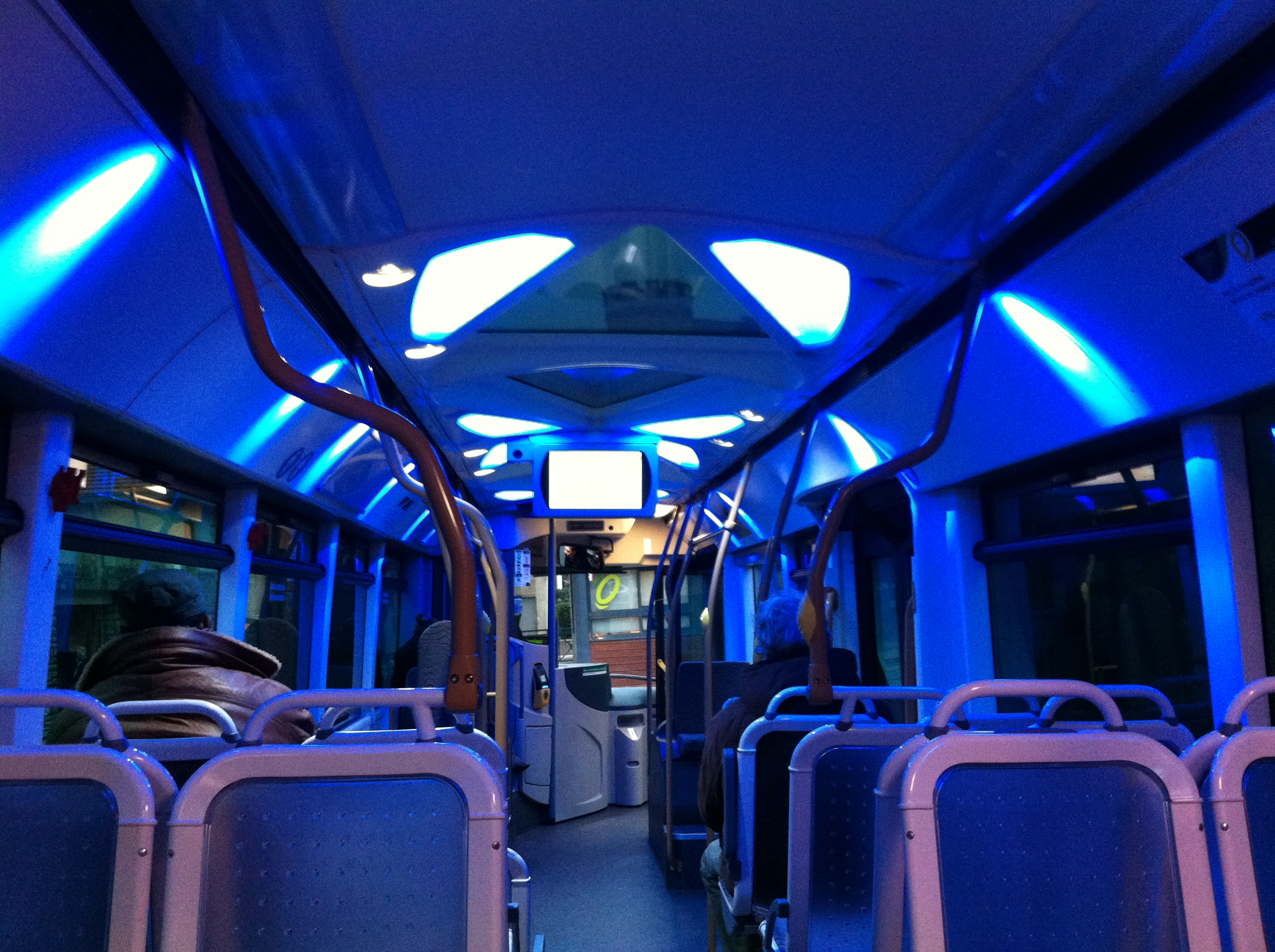
Intérieur d'un bus.

## Annexe